# Kateřina Marková
Kateřina Marková (* 5. září 1997 v Písku) je česká reprezentantka ve sportovním rybolovu a několikanásobná mistryně světa v rybolovné technice z MO ČRS Písek.
Rybolovné technice se věnoval již její děda, otec i bratr. V roce 2017 odmaturovala na Střední rybářské škole ve Vodňanech, mezi její záliby patří rybolovná technika a doplňkově i florbal.
V roce 2024 moderovala rybářský závod Stairs2Hell, který se konal na Novomlýnské nádrži. 

## Výkony a ocenění
Patří mezi české závodnice, které mají nejvíce zlatých medailí z mistrovství světa.
- 2014: na mistrovství světa v Szamotuły získala devět medailí (6/2/1), což v té době bylo nejvíce z českých závodníků.[3]
- 2015: na mistrovství světa v Hosíně získala opět devět medailí (7/1/1)[4]

### Rekordy
- 2015: MČR juniorů Kroměříž, český rekord, muška dálka 55,44 m, přehodila o necelé tři metry[5]

### Závodní výsledky
| Mistrovství světa       | Mistrovství světa | Mistrovství světa | Mistrovství světa | Mistrovství světa |
| Disciplíny / Rok        | 2013              | 2014              | 2015              | 2016              |
| ----------------------- | ----------------- | ----------------- | ----------------- | ----------------- |
| D1 Muška na cíl         | 1                 | 1                 | 1                 | 2                 |
| D2 Muška dálka jednoruč | 5                 | 4                 | 1                 | 3                 |
| D3 Zátěž arenberg       | 1                 | 1                 | 3                 | 3                 |
| D4 Zátěž na cíl         | 7                 | 3                 | 2                 | 4                 |
| D5 Zátěž dálka jednoruč | 2                 | 1                 | 1                 | 17                |
| D8 Multi na cíl         | 1                 | 1                 | 1                 | 3                 |
| D9 Multi dálka obouruč  | 7                 | 2                 | 6                 | 4                 |
|                         |                   |                   |                   |                   |
| Pětiboj                 | 2                 | 2                 | 1                 | 14                |
| Sedmiboj                | 1                 | 1                 | 1                 | 8                 |
| Družstva                | 1                 | 1                 | 1                 | 2                 |

Mistrovství světa juniorů
- 2013 Frýdek-Místek: 6× zlato
- 2015 Slovinsko: 4× zlato

Český pohár juniorů
- 2015: celkově zlato[6]